# کاروانسرای بید زرد
کاروانسرای بید زرد مربوط به دوره قاجار است و در شهرستان شیراز، دهستان بیدزرد، روستای بیدزرد سفلی واقع شده و این اثر در تاریخ ۱۱ دی ۱۳۸۰ با شمارهٔ ثبت ۴۵۲۵ به‌عنوان یکی از آثار ملی ایران به ثبت رسیده است.